# シュザンヌ・アンリエット・ド・ロレーヌ

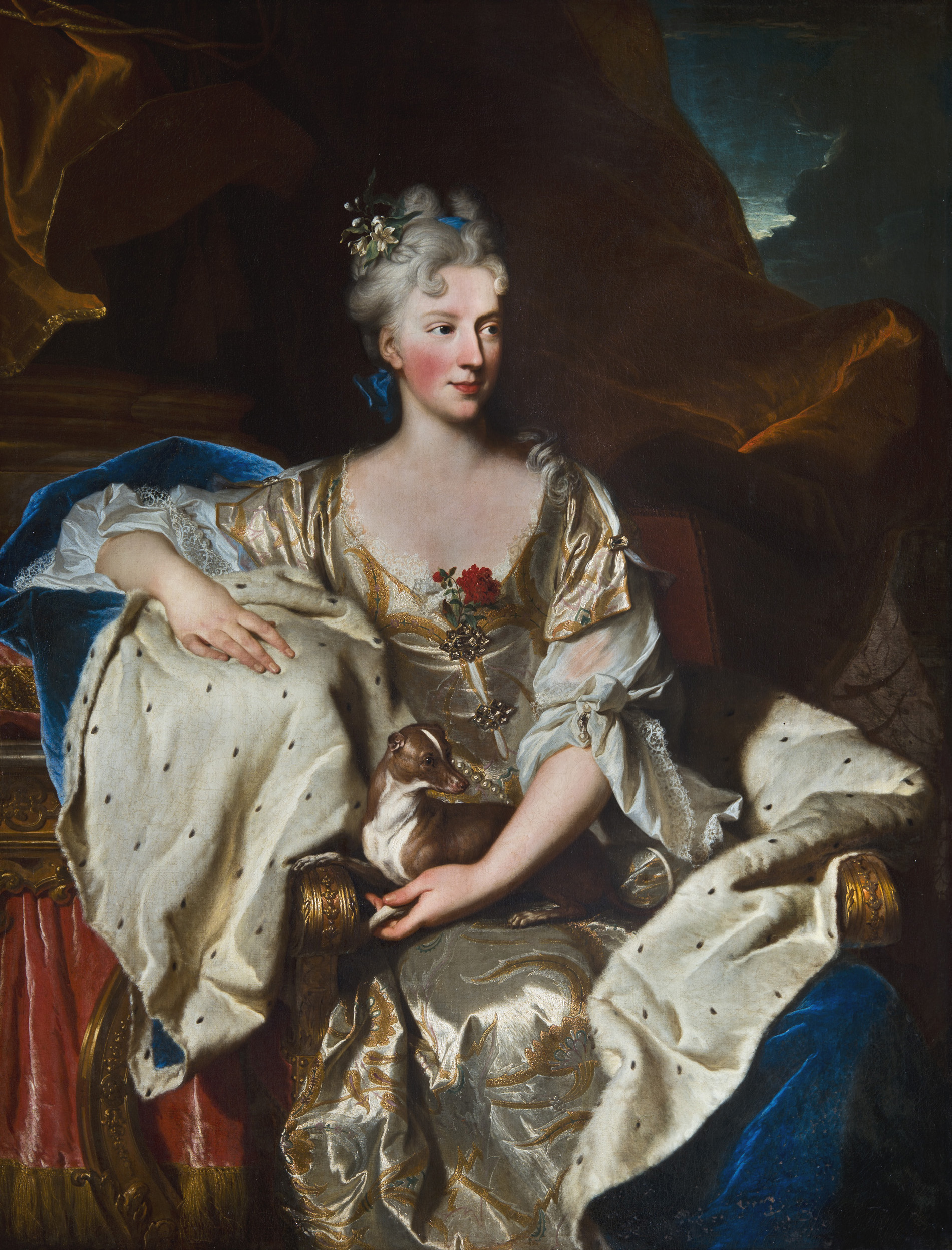
マントヴァ公爵夫人シュザンヌ、イアサント・リゴー画、1706年頃

シュザンヌ・アンリエット・ド・ロレーヌ（Suzanne Henriette de Lorraine, 1686年2月1日 パリ - 1710年10月19日 パリ）は、ブルボン朝時代フランスの大貴族家門ギーズ家の一員。最後のマントヴァ公フェルディナンド・カルロの2番目の妻。

## 生涯
エルブフ公シャルル3世とその3番目の妻で陸軍元帥ナヴェイユ公爵の娘のフランソワーズ・ド・モントー＝ベナック・ド・ナヴェイユ（1653年 - 1717年）の間の長女。父方祖母カトリーヌ・アンリエットを通じてアンリ4世王の曽孫に当たる。宮廷ではエルブフ姫（Mademoiselle d'Elbeuf）と呼ばれた。
マントヴァ公爵は1703年妻のアンナ・イザベッラ・ゴンザーガを亡くした。親仏派のマントヴァ公の再婚相手はフランス宮廷で探されることになった。初めコンデ公アンリ・ジュールの末娘マリー・アンヌが候補に挙がったが実現せず、代わりにエルブフ公家のシュザンヌに白羽の矢が立った。2人は1704年11月8日ミラノで婚礼を挙げた。しかしマントヴァ公はオーストリア軍に国を追われ、1708年避難先で死んだ。22歳で寡婦となったシュザンヌはフランスに帰国した。帰国したシュザンヌを待っていたのは、ゴンザーガ家のイタリア国外の遺産をめぐる係争で、亡夫の親類のロレーヌ公レオポールやコンデ公妃アンヌが彼女の敵となった。シュザンヌは1710年、24歳の若さで死んだ。遺骸はパリ・サン＝ジェルマン大通りに建つカルメル会教会内の、母方祖父ナヴェイユ元帥の墓廟の脇に安置された。
サン＝シモン公爵は亡きシュザンヌの美しさを讃えるとともに、彼女が若い盛りに病魔に侵され命を落としたのは、「異常な（"bizarre"）」政略結婚がもたらした悲痛な暮らしのためだと評した。

## 引用・脚注
1. ↑  Foucault (comte). Histoire de Léopold I, duc de Lorraine et de Bar, père de l'Empereur, 1856, p.430
2. ↑  “Histoire de Charleville” (1854年). 2010年3月4日閲覧。